# Рихтер, Борис Стефанович
Борис Стефанович Рихтер (11 января 1898, Жмеринка — 1945) — советский военачальник, генерал-майор (1940), участник Первой мировой, Гражданской и Великой Отечественной войн. В 1941 году попал в немецкий плен, перешел на сторону противника и вел активную борьбу против советской власти, в 1943 году заочно приговорён в СССР к расстрелу.

## Биография
Родился 11 января 1898 года в местечке Жмеринка Винницкого уезда Подольской губернии (ныне город, административный центр Жмеринского района Винницкой области, Украина) в семье потомственного дворянина, работавшего инженером путей сообщения.
В 1914 году его отец был призван по мобилизации в Русскую императорскую армию, участвовал в Первой мировой войне и погиб в 1915 году.
Рихтер экстерном окончил шесть классов, а в 1916 году — Александровское военное училище в Москве. До 1917 года принимал участие в Первой мировой войне в должности начальника пулемётной роты стрелкового полка, дослужился до чина поручика.
В июне 1918 года Рихтер добровольно вступил в Рабоче-Крестьянскую Красную Армию. Принимал участие в Гражданской войне в 1918—1921 годах в должности командира пулемётной команды полка.
До 1926 года Рихтер командовал различными пулемётными подразделениями.
Член ВКП(б) с 1928 года.
С 1926 по 1929 год — слушатель Военной академии РККА имени М. В. Фрунзе. С 1929 года— заместитель начальника и начальник оперативного отдела штаба 41-й стрелковой дивизии Украинского военного округа, с 1932 года — начальник штаба 41-й стрелковой дивизии. С 31 января 1935 года — командир 70-го стрелкового полка 24-й стрелковой дивизии Украинского военного округа.
С 1936 по 1938 год — слушатель Военной академии Генерального штаба РККА, после чего служил начальником факультета в Военно-химической академии. 4 июня 1940 года ему было присвоено звание генерал-майора. 15 июля 1940 года Рихтер был назначен начальником штаба 6-го стрелкового корпуса Киевского особого военного округа.
В первые дни Великой Отечественной войны 6-й стрелковый корпус участвовал в боях вдоль государственной границы СССР на Юго-Западном фронте, прикрывая львовский выступ, образовавшийся после занятия советскими войсками территорий Западной Украины в сентябре 1939 года. 28 июня 1941 года Рихтер при прорыве немецких танков к штабу корпуса был захвачен в плен. Первоначально он содержался в лагере для военнопленных Ярослав в оккупированной Польше.
Согласно показаниям 19 арестованных в СССР агентов немецкой разведки, с 1942 года Рихтер под фамилией «Рудаев» (известен также ещё один его псевдоним «Мусин») возглавлял разведывательно-диверсионную школу абвера, расположенную в захваченной немцами Варшаве. Часть задержанных агентов опознали генерала Рихтера по предъявленным им довоенным фотографиям. На основании этих показаний 21 июня 1943 года Военная коллегия Верховного Суда СССР заочно приговорила Рихтера по статье 58-1 «б» УК РСФСР (измена Родине) к высшей мере наказания с конфискацией имущества.
С августа 1944 года был начальником Вайгельсдорфской разведшколы (район Бреслау).
Сведения о дальнейшей судьбе Рихтера расходятся — по некоторым данным, он был расстрелян в августе 1945 года, по другим — приговор так и не был приведён в исполнение, так как Рихтер пропал без вести в последние дни войны.
В 1965 году проводилась дополнительная проверка по установлению идентичности Рихтера и Рудаева, не давшая однозначного ответа (в описаниях внешности Рудаева бывшими агентами были отмечены большие противоречия).

## Награды
- Орден Красного Знамени (1923[5]).
- Юбилейная медаль «XX лет Рабоче-Крестьянской Красной Армии» (22.02.1938)